# Liste der Biografien/Ou
Liste der Biografien |
Portal Biografien |
Personensuche
# |
A |
B |
C |
D |
E |
F |
G |
H |
I |
J |
K |
L |
M |
N |
O |
P |
Q |
R |
S |
T |
U |
V |
W |
X |
Y |
Z |
?
 
Oa |
Ob |
Oc |
Od |
Oe |
Of |
Og |
Oh |
Oi |
Oj |
Ok |
Ol |
Om |
On |
Oo |
Op |
Oq |
Or |
Os |
Ot |
Ou |
Ov |
Ow |
Ox |
Oy |
Oz
Die Liste der Biografien führt alle Personen auf, die in der deutschsprachigen Wikipedia einen Artikel haben. Dieses ist eine Teilliste mit 392 Einträgen von Personen, deren Namen mit den Buchstaben „Ou“ beginnt.

## Ou
- Ou, Dongni (* 1993), chinesische Badmintonspielerin
- Ou, Francisco (1940–2021), taiwanischer Politiker
- Ou, Manling, taiwanische Schriftstellerin
- Ou, Xiaotao (* 1980), chinesischer Freestyle-Skier
- Ou, Xuanyi (* 1994), chinesischer Badmintonspieler

### Oua
- Oua, Saïdou (* 1956), nigrischer Agronom und Politiker
- Ouaadi, Mohamed (* 1969), französischer Marathonläufer marokkanischer Herkunft
- Ouaaziz, Ikram (* 1999), marokkanische Hindernisläuferin
- Ouabangui, Denise (* 1968), zentralafrikanische Sprinterin
- Ouachit, Ahmad (* 1962), marokkanischer Skirennläufer
- Ouadahi, Driss (* 1959), algerischer Maler
- Ouadahi, Mohammed Amine (* 1987), algerischer Boxer
- Ouaddou, Abdeslam (* 1978), marokkanischer Fußballspieler
- Ouaer, Chokri El (* 1966), tunesischer Fußballtorhüter
- Ouagon, Joseph-Dieudonné (* 1962), zentralafrikanischer Basketballspieler
- Ouahab, Asma, algerische Fußballschiedsrichterassistentin
- Ouahab, Lamine (* 1984), algerischer Tennisspieler
- Ouahabi, Leila (* 1993), spanische FußballspielerinLeila Ouahabi (* 1993)

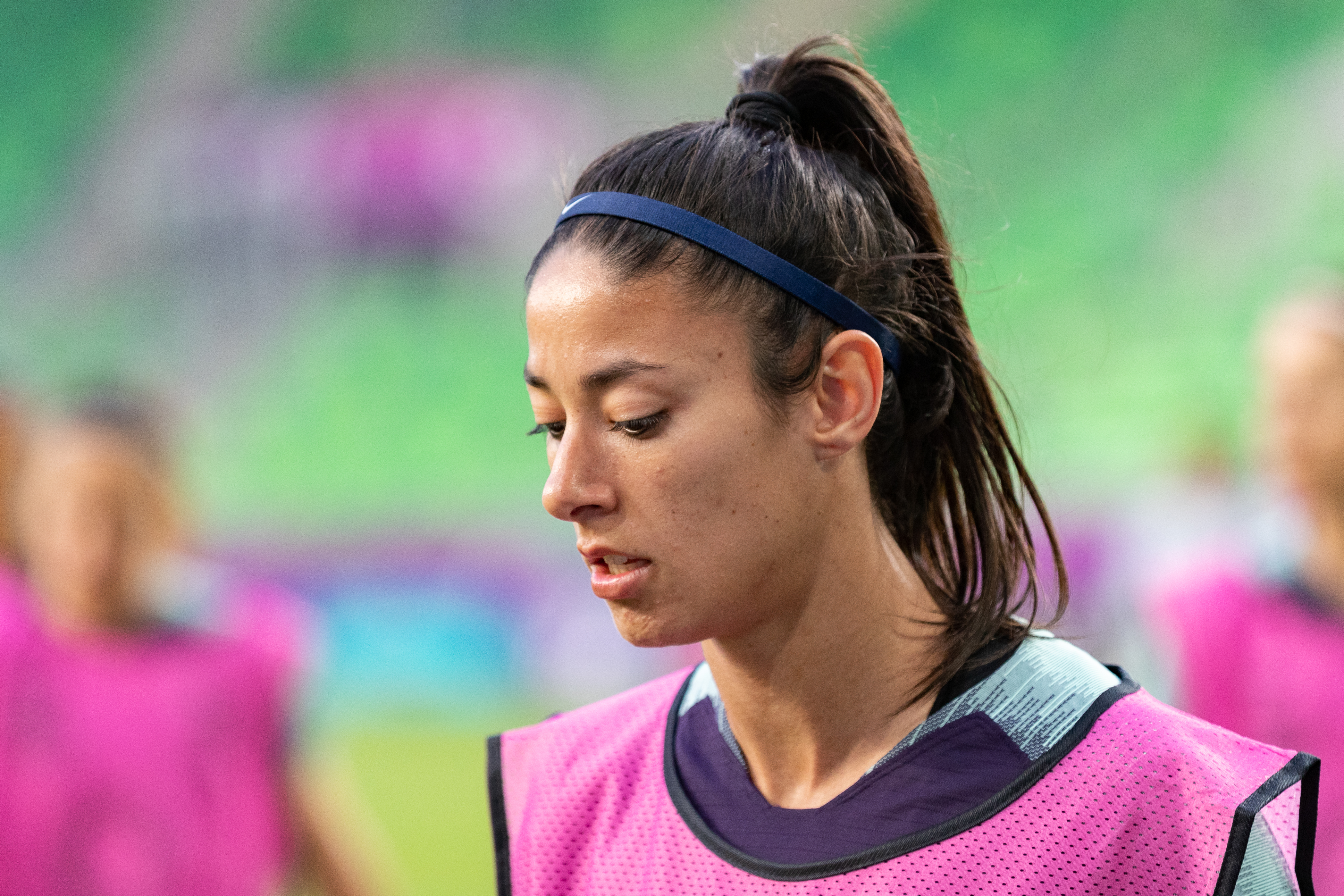
Leila Ouahabi (* 1993)

- Ouahabi, Talal (* 1978), marokkanischer Tennisspieler
- Ouahdi, Saad (* 1996), marokkanischer Hammerwerfer
- Ouahim, Anas (* 1997), deutscher Fußballspieler
- Ouaiche, Stéphane (* 1993), französischer Tischtennisspieler
- Ouaido, Nassour Guelendouksia (* 1947), tschadischer Politiker, Premierminister des Tschad (1997–1999)
- Ouaiss, Manon (* 2000), libanesische Skirennläuferin
- Ouaissa, Rachid (* 1971), algerischer Politologe
- Ouakaa, Aziz (* 1999), tunesischer Tennisspieler
- Ouakili, Abderrahim (1970–2023), marokkanischer Fußballspieler
- Ouali, Idir (* 1988), französisch-algerischer Fußballspieler
- Ouali, Najat (* 1972), marokkanische Leichtathletin
- Ouamrane, Amar (1919–1992), algerischer Offizier und Politiker
- Ouané, Moctar (* 1955), malischer Diplomat und Politiker
- Ouanis, Chaima (* 1998), algerische Sprinterin
- Ouanna, Josselin (* 1986), französischer Tennisspieler
- Ouaqasse, Younes (* 1988), deutscher Student (CDU), Bundesvorsitzender der Schüler Union (2008–2010)
- Ouardi, Muncef (* 1986), kanadischer Eisschnellläufer
- Ouassiero, Sylvio (* 1994), madagassischer Fußballspieler
- Ouassil, Samira El (* 1984), deutsche SchauspielerinSamira El Ouassil (* 1984)

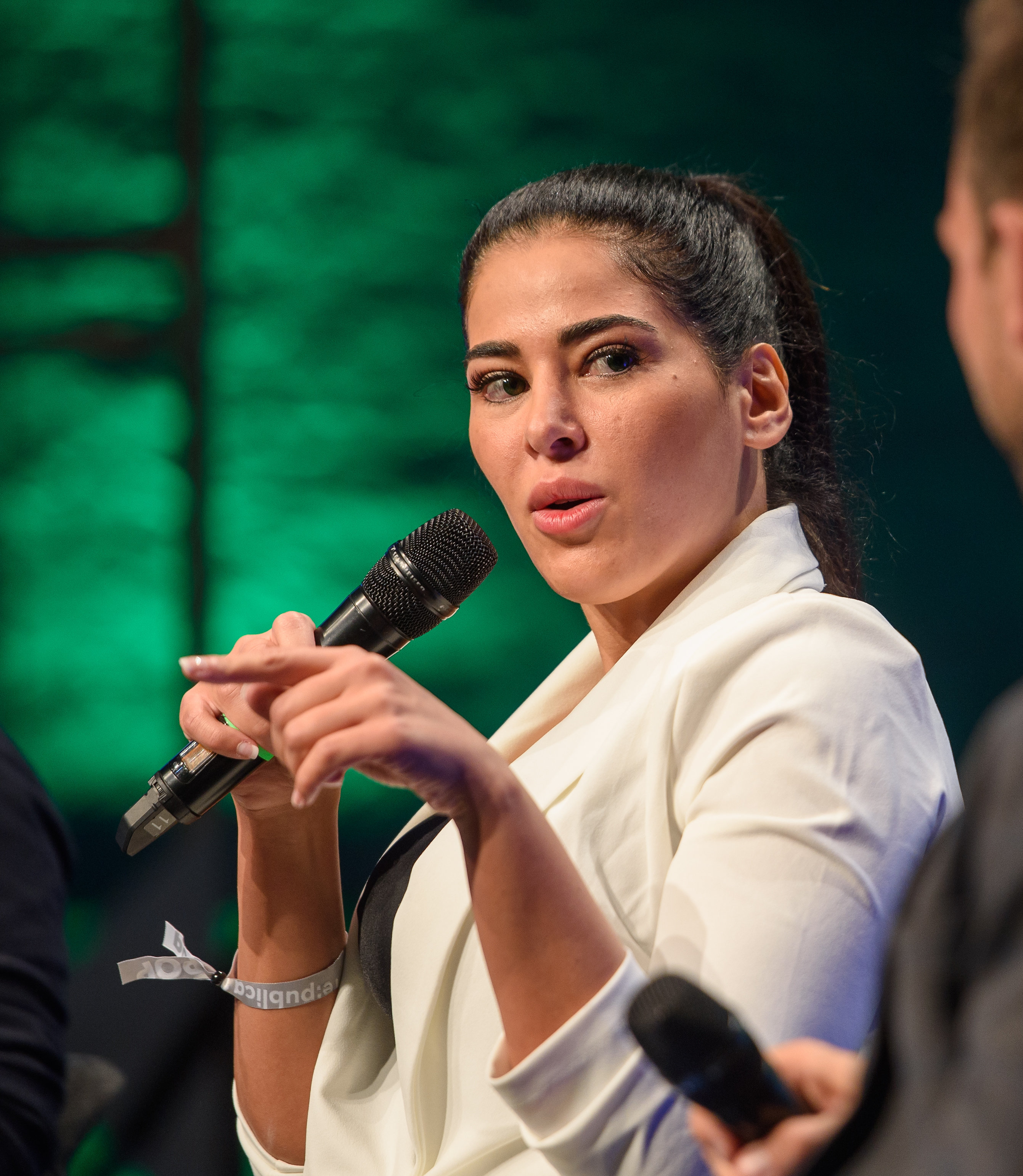
Samira El Ouassil (* 1984)

- Ouatah, Newfel (* 1985), französisch-algerischer Boxer
- Ouatching, Yassan (* 1998), kamerunisch-zentralafrikanischer Fußballspieler
- Ouattara, Alassane (* 1942), ivorischer Politiker und Volkswirt sowie Präsident der Elfenbeinküste
- Ouattara, Amadou (* 1990), ivorischer Fußballspieler
- Ouattara, Bolodigui (* 1980), ivorischer Radrennfahrer
- Ouattara, Brahima (* 2002), ivorischer Fußballspieler
- Ouattara, Dango (* 2002), burkinischer Fußballspieler
- Ouattara, Dominique (* 1953), französisch-ivorische Unternehmerin und Ehefrau des ivorischen Präsidenten
- Ouattara, Ibrahim (* 2004), ivorischer Fußballspieler
- Ouattara, Issouf (* 1988), burkinischer Fußballspieler
- Ouattara, Kassoum (* 2004), französischer Fußballspieler
- Ouattara, Moussa (* 1981), burkinischer Fußballspieler
- Ouattara, Soungalo (* 1956), burkinischer Politiker, Präsident der Nationalversammlung
- Ouattara, Yakuba (* 1992), französischer Basketballspieler
- Ouattara, Yaya (* 1971), burkinischer Weltmusiker
- Ouazani, Sabrina (* 1988), französische SchauspielerinSabrina Ouazani (* 1988)
- Ouazebas, König von Axum

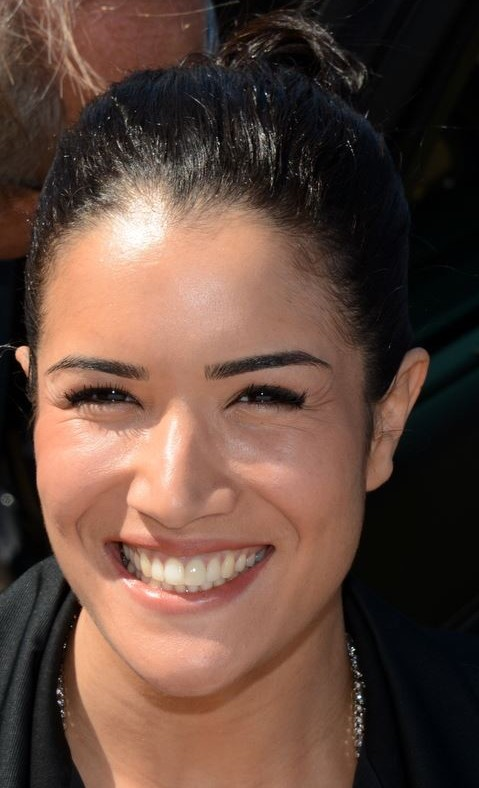
Sabrina Ouazani (* 1988)

- Ouaziz, Zahra (* 1969), marokkanische Langstreckenläuferin
- Ouazzani, Amine El (* 2001), marokkanisch-französischer Fußballspieler
- Ouazzani, Mohamed Hassan (1910–1978), marokkanischer Journalist und Politiker

### Oub
- Oubaali, Nordine (* 1986), französischer Boxer
- Oubandawaki, Mallam (1945–2004), nigrischer Offizier und Politiker
- Oubandawaki, Ousmane Issoufou (* 1948), nigrischer Manager und Politiker
- OUBEY (1958–2004), deutscher bildender Künstler
- Oubeyapwa, Shaibou (* 1993), deutsch-togoisch-ghanaischer Fußballspieler
- Oubiña, Borja (* 1982), spanischer Fußballspieler
- Ouborg, Piet (1893–1956), niederländischer Maler und Grafiker des Surrealismus
- Ouboter, Maaike (* 1992), niederländische Singer-Songwriterin
- Oubouhou, Yamna (* 1974), französische Langstreckenläuferin
- Oubradous, Fernand (1903–1986), französischer Komponist, Fagottist und Musikpädagoge
- Oubre, Kelly Jr. (* 1995), US-amerikanischer BasketballspielerKelly Oubre Jr. (* 1995)

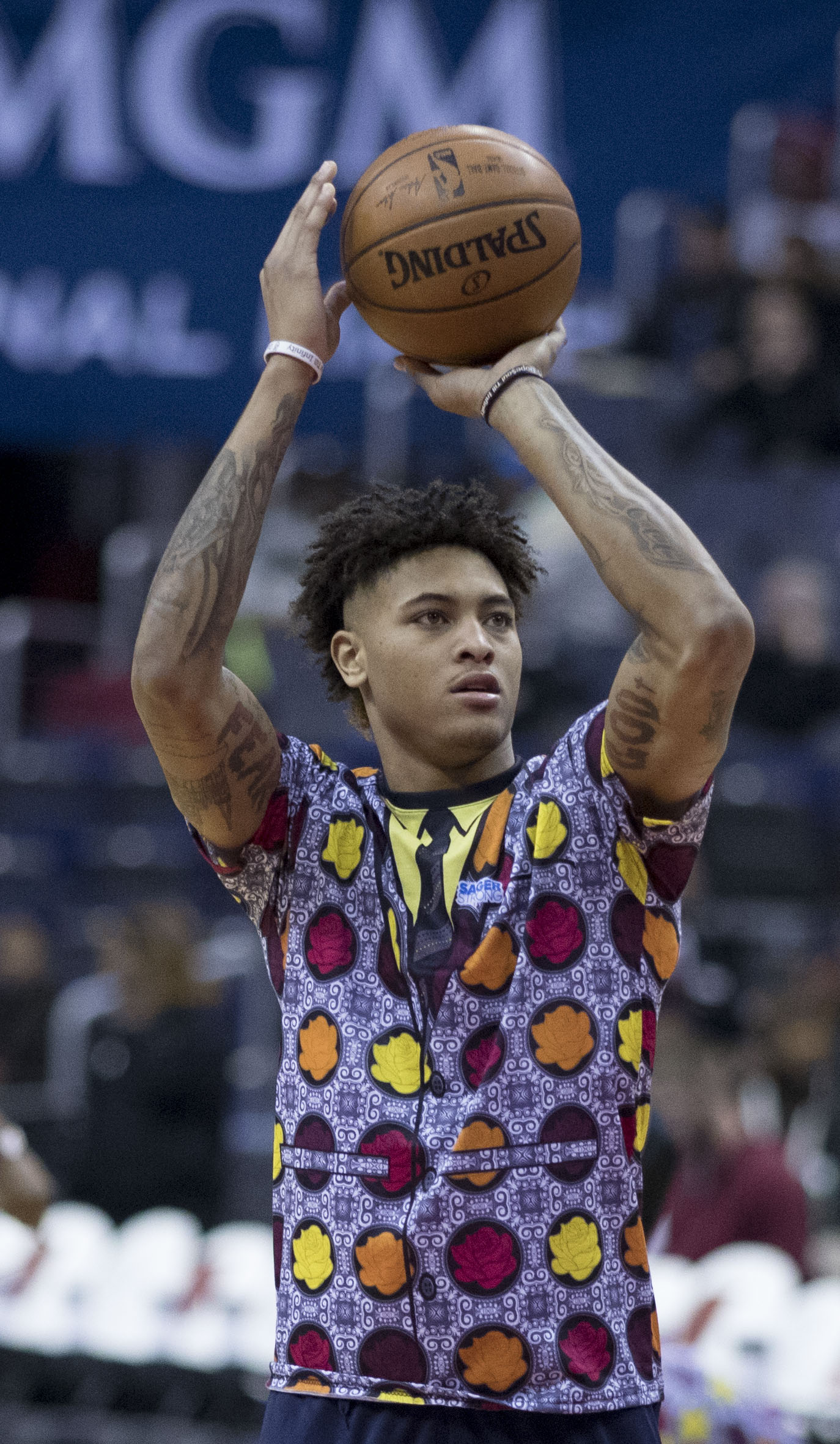
Kelly Oubre Jr. (* 1995)

- Oubril, Paul von (1818–1896), russischer Diplomat
- Oubril, Peter von (1774–1848), russischer Diplomat
- Oubron, Robert (1913–1989), französischer Radrennfahrer

### Ouc
- Oucéni, Ludovic (* 2001), französischer Sprinter
- Ouchani, Farida (* 1967), französische Schauspielerin
- Ouchène, Patrick (* 1966), belgischer Sänger
- Ōuchi, Hyōei (1888–1980), japanischer Wirtschaftsfachmann und Marxist
- Ōuchi, Issei (* 2000), japanischer Fußballspieler
- Ōuchi, Keigo (1930–2016), japanischer Politiker
- Ōuchi, Masushi (1943–2011), japanischer Gewichtheber
- Ōuchi, Seiho (1898–1981), japanischer Bildhauer
- Ōuchi, Yasuhiro (* 1982), japanischer Eishockeyspieler
- Ōuchi, Yoshitaka (1507–1551), japanischer Feldherr und Daimyō
- Ouchterlony, David (1914–1987), kanadischer Organist, Musikpädagoge und Komponist
- Ouchterlony, Örjan (1914–2004), schwedischer Arzt und Bakteriologe

### Oud
- Oud, Jacobus Johannes Pieter (1890–1963), niederländischer Architekt
- Oud, Nynke (* 1994), niederländische Volleyballspielerin
- Oudart, Paul Louis (1796–1860), französischer Tiermaler
- Oude Kamphuis, Niels (* 1977), niederländischer Fußballspieler
- Oude Luttikhuis, Nicole (* 1997), niederländische Volleyballspielerin
- Oudéa, Frédéric (* 1963), französischer Manager
- Oudéa-Castéra, Amélie (* 1978), französische Politikerin und ehemalige TennisspielerinAmélie Oudéa-Castéra (* 1978)

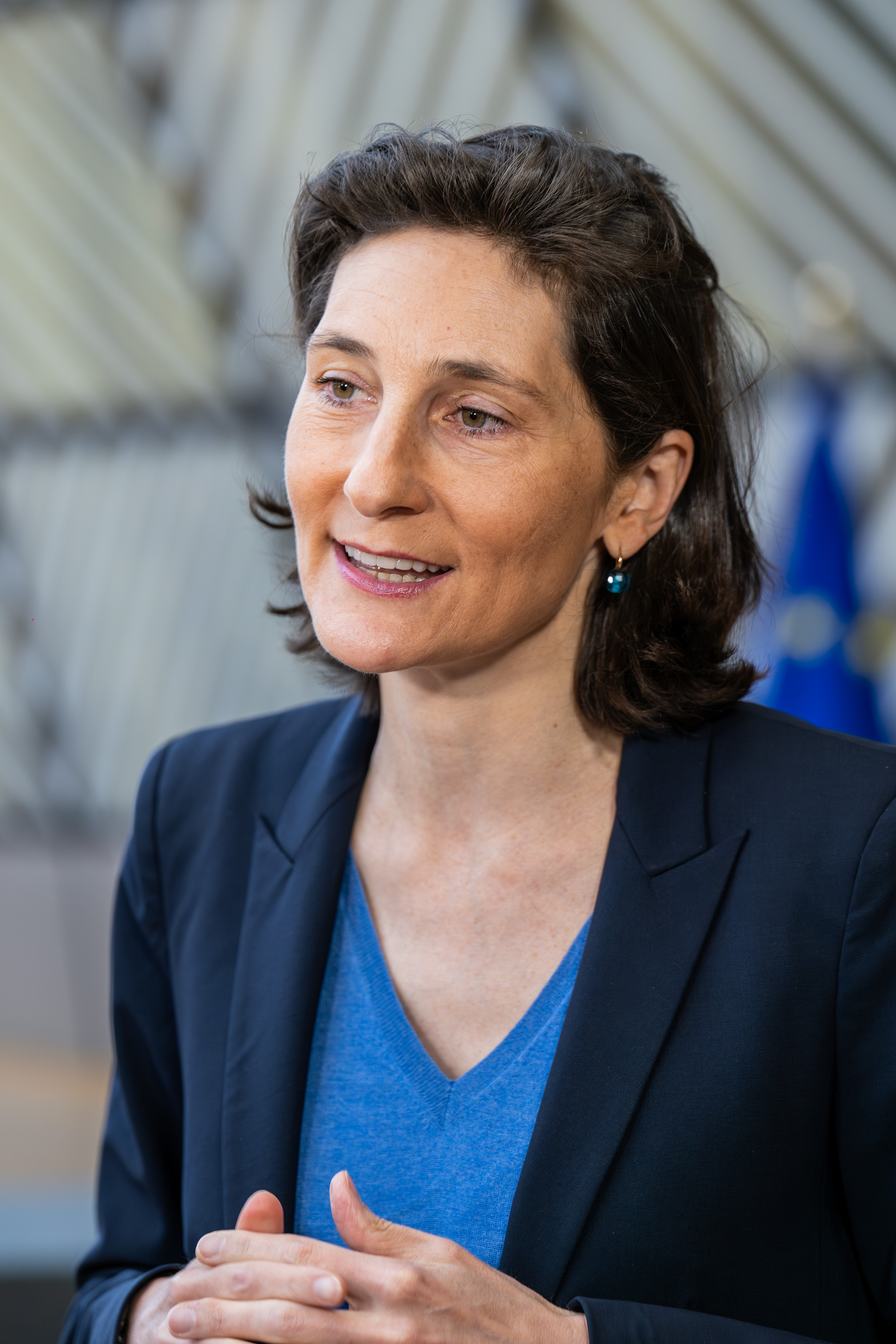
Amélie Oudéa-Castéra (* 1978)

- Oudeau, Joseph (1607–1668), französischer Jesuit und Prediger
- Oudeman, Joseph John (* 1942), niederländischer, römisch-katholischer Ordensgeistlicher, emeritierter Weihbischof in Brisbane
- Oudemans, Anthonie Cornelis (1858–1943), niederländischer Zoologe
- Oudemans, Antoine Corneille (1831–1895), niederländischer Chemiker
- Oudemans, Corneille Antoine Jean Abraham (1825–1906), niederländischer Botaniker
- Oudemans, Jean Abraham Chrétien (1827–1906), niederländischer Astronom
- Oudemans, Wouter (1951–2024), niederländischer Philosoph
- Ouden, Guy den (* 2002), niederländischer Tennisspieler
- Ouden, Willemien den (* 1971), niederländische Rechtswissenschaftlerin, Staatsrätin und Hochschullehrerin
- Ouden, Willy den (1918–1997), niederländische Schwimmerin
- Oudenaarden, Alexander van (* 1970), niederländischer Systembiologe und Biophysiker
- Oudendorp, Franz van (1696–1761), niederländischer klassischer Philologe
- Oudenne, Kolja (* 2001), schwedisch-deutscher Fußballspieler
- Oudenrijn, Marcus Antonius van den (1890–1962), niederländischer Dominikaner und Bibelwissenschaftler
- Ouderland, Piet (1933–2017), niederländischer Fußballspieler
- Oudin, Antoine (1595–1653), französischer Übersetzer, Romanist, Italianist, Hispanist, Grammatiker und Lexikograf
- Oudin, Casimir (1638–1717), französischer Bibliograph und Kirchenschriftsteller
- Oudin, César († 1625), spanischer Übersetzer; Hofdolmetscher für den französischen König Heinrich IV.
- Oudin, Jacques (1908–1985), französischer Immunologe
- Oudin, Melanie (* 1991), US-amerikanische Tennisspielerin
- Oudin, Paul Marie (1851–1923), französischer Arzt und Radiologe
- Oudin, Rémi (* 1996), französischer Fußballspieler
- Oudinot, Achille François (1820–1891), französischer Landschaftsmaler
- Oudinot, Charles Nicolas (1767–1847), französischer Heerführer und Marschall von FrankreichCharles Nicolas Oudinot, duc de Reggio (1767–1847)

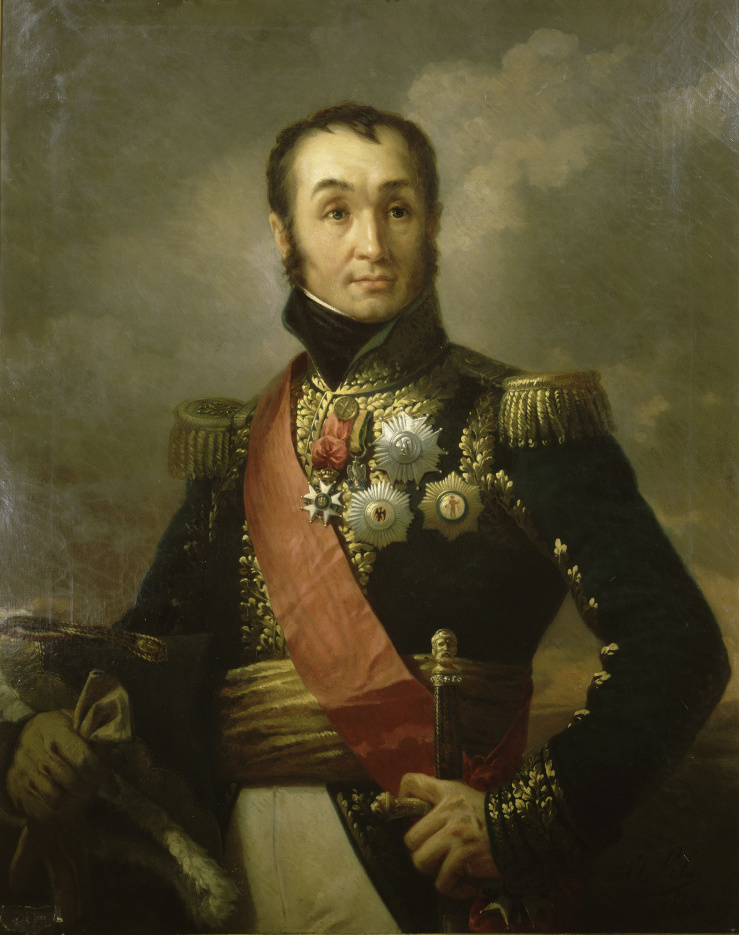
Charles Nicolas Oudinot, duc de Reggio (1767–1847)

- Oudinot, Nicolas Charles Victor (1791–1863), Herzog von Reggio und Sohn des Nicolas-Charles Oudinot
- Oudiou, Emma (* 1995), französische Leichtathletin
- Oudjani, Ahmed (1937–1998), französisch-algerischer Fußballspieler
- Oudkerk, Jacob (1937–2024), niederländischer Radrennfahrer
- Oudolf, Piet (* 1944), niederländischer Landschaftsgärtner
- Oudry, Jean-Baptiste (1686–1755), französischer Maler
- Oudsema, Scott (* 1986), US-amerikanischer Tennisspieler
- Oudtshoorn, Jopie van (* 1976), südafrikanischer Leichtathlet

### Oue
- Ōue, Eiji (* 1957), japanischer Dirigent
- Oueddei, Goukouni (* 1944), tschadischer Präsident
- Ouédec, Nicolas (* 1971), französischer Fußballspieler
- Ouédraogo, Gründer des Reiches Tenkodogo
- Ouédraogo, Ablassé (* 1953), burkinischer Diplomat, Politiker und stellvertretender Generaldirektor der Welthandelsorganisation
- Ouédraogo, Alassane (* 1980), burkinischer Fußballspieler
- Ouédraogo, Albert (* 1969), burkinischer Politiker
- Ouédraogo, Ambroise (* 1948), nigrischer römisch-katholischer Geistlicher, emeritierter Bischof von Maradi
- Ouédraogo, Assan (* 2006), deutscher Fußballspieler
- Ouédraogo, Bernard Lédéa (1930–2017), burkinischer Lehrer, Aktivist und Politiker
- Ouedraogo, Catherine (* 1962), burkinische Frauenrechtlerin
- Ouedraogo, Claire, burkinische Frauenrechtlerin
- Ouédraogo, Élodie (* 1981), belgische Sprinterin
- Ouedraogo, Fulgence (* 1986), französischer Rugbyspieler
- Ouédraogo, Gérard Kango (1925–2014), burkinischer Politiker, Premierminister der ersten Regierung der Zweiten Republik Obervoltas, des heutigen Burkina Faso
- Ouédraogo, Gilbert (* 1968), burkinischer Politiker
- Ouédraogo, Idrissa (1954–2018), burkinischer Filmemacher
- Ouédraogo, Issiaka (* 1988), burkinischer Fußballspieler
- Ouédraogo, Jean Emmanuel (* 1980), burkinischer Journalist und PolitikerJean Emmanuel Ouédraogo (* 1980)

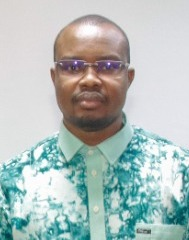
Jean Emmanuel Ouédraogo (* 1980)

- Ouédraogo, Jean-Baptiste (* 1942), burkinischer Politiker, Präsident von Obervolta
- Ouédraogo, Jérémie (* 1973), burkinischer Radrennfahrer
- Ouédraogo, Joachim (* 1962), burkinischer Geistlicher, römisch-katholischer Bischof von Koudougou
- Ouédraogo, Julien (* 1982), burkinischer Fechter
- Ouédraogo, Kadré Désiré (* 1953), burkinischer Politiker, Premierminister von Burkina Faso (1996–2000)
- Ouédraogo, Kassoum (* 1966), burkinischer Fußballspieler
- Ouédraogo, Mamadou (1906–1978), burkinischer Beamter und Politiker, Mitglied der Nationalversammlung (Frankreich)
- Ouedraogo, Marie Françoise (* 1967), burkinische Mathematikerin und Hochschullehrerin
- Ouédraogo, Marius (1933–1995), burkinischer Geistlicher, römisch-katholischer Bischof von Ouahigouya
- Ouédraogo, Maxime (1923–2001), burkinischer Politiker und Fußballfunktionär
- Ouédraogo, Médard Léopold (* 1953), burkinischer Geistlicher, römisch-katholischer Bischof von Manga
- Ouédraogo, Mohamed (* 2003), burkinischer Fußballspieler
- Ouédraogo, Paul Yemboaro (* 1948), ivorischer Geistlicher, römisch-katholischer Erzbischof von Bobo-Dioulasso
- Ouédraogo, Philippe (* 1945), burkinischer Geistlicher, römisch-katholischer Erzbischof von Ouagadougou und Kardinal
- Ouédraogo, Rahim (* 1980), burkinischer Fußballspieler
- Ouédraogo, Salam (* 1994), burkinischer Hürdenläufer
- Ouédraogo, Youssouf (1952–2017), burkinischer Politiker, Premierminister von Burkina Faso (1992–1994)
- Ouellet, André (* 1939), kanadischer Politiker und Manager
- Ouellet, Carl (* 1967), kanadischer Wrestler
- Ouellet, Gilles, kanadischer Komponist, Arrangeur, Orchestrator und Dirigent
- Ouellet, Gilles (1922–2009), kanadischer Erzbischof
- Ouellet, Marc (* 1944), kanadischer Ordensgeistlicher, Erzbischof von Québec, Kurienkardinal der römisch-katholischen Kirche
- Ouellet, Maryse (* 1983), kanadische Wrestlerin und ModelMaryse Ouellet (* 1983)

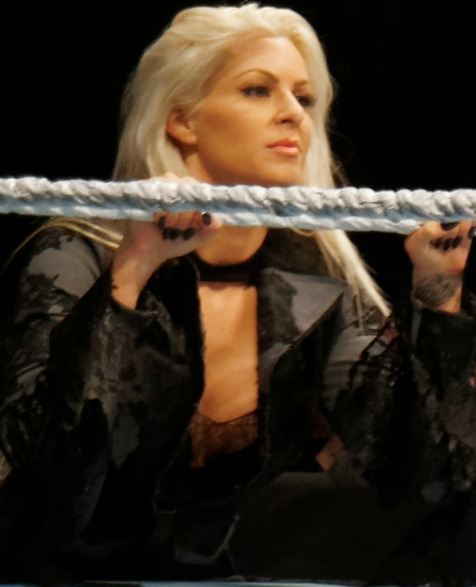
Maryse Ouellet (* 1983)

- Ouellet, Maxime (* 1981), kanadischer Eishockeytorhüter
- Ouellet, Michel (* 1982), kanadischer Eishockeyspieler
- Ouellet, Xavier (* 1993), franko-kanadischer Eishockeyspieler
- Ouellette, André (1913–2001), US-amerikanisch-kanadischer Geistlicher, römisch-katholischer Bischof von Mont-Laurier
- Ouellette, Bella (1886–1945), kanadische Schauspielerin
- Ouellette, Caroline (* 1979), kanadische Eishockeyspielerin
- Ouellette, Fernand (* 1930), kanadischer Dichter und Schriftsteller französischer Sprache
- Ouellette, Gerald (1934–1975), kanadischer Sportschütze
- Ouellette, Gerry (* 1938), kanadischer Eishockeyspieler
- Ouellette, Mike (* 1982), kanadischer Eishockeyspieler
- Ouellette, Rose (1903–1996), kanadische Komikerin, Sängerin und Schauspielerin
- Ouellette-Michalska, Madeleine (* 1930), kanadische Autorin
- Ouen († 684), fränkischer Heiliger und Bischof von Rouen
- Ouertani, Lassaad (1980–2013), tunesischer Fußballspieler
- Oueslati, Oussama (* 1996), tunesischer Taekwondoin
- Ouezzin Coulibaly, Célestine, antikoloniale Widerstandskämpferin, Frauenrechtlerin und spätere Politikerin in Französisch-Westafrika

### Ouf
- Oufkir, Ayoub (* 2006), niederländischer Fußballspieler
- Oufkir, Malika (* 1953), marokkanische Autorin und Tochter von Mohammed Oufkir
- Oufkir, Mohamed Aït (* 1962), marokkanischer Radrennfahrer
- Oufkir, Mohammed (1920–1972), marokkanischer Politiker, Innen- und Verteidigungsminister von Marokko

### Oug
- Oughourlian, Joseph (* 1972), französischer Finanzunternehmer und Geschäftsmann libanesisch-armenischer Herkunft
- Oughton, Duncan (* 1977), neuseeländischer Fußballspieler
- Oughtred, William († 1660), englischer Mathematiker
- Ougier, Fabrice (* 1971), französischer Freestyle-Skier

### Ouh
- Ouhaddou Nafie, Fátima (* 1993), marokkanisch-spanische Langstreckenläuferin
- Ouhaddou, Hanane (* 1982), marokkanische Hindernisläuferin
- Ouhda, Ahmed (* 1997), italienischer Leichtathlet

### Oui
- Ouida (1839–1908), britische Schriftstellerin
- Ouimet, Francis (1893–1967), US-amerikanischer AmateurgolferFrancis Ouimet (1893–1967)

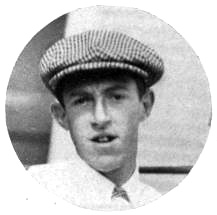
Francis Ouimet (1893–1967)

- Ouimet, Gédéon (1823–1905), kanadischer Politiker
- Ouimet, Léo-Ernest (1877–1972), kanadischer Kinodirektor, Filmverleiher und -produzent
- Ouimette, Karl (* 1992), kanadischer Fußballspieler

### Ouk
- Ouka Leele (1957–2022), spanische Fotografin
- Oukhelfen, Abdessamad (* 1998), spanischer Langstreckenläufer
- Oukidja, Alexandre (* 1988), französischer Fußballtorwart
- Ouko, Robert (1931–1990), kenianischer Politiker, Außenminister (1979–1983 und 1988–1990)
- Ouko, Robert (1948–2019), kenianischer Leichtathlet

### Oul
- Ouladha, Hicham (* 1995), marokkanischer Mittelstreckenläufer
- Oulahen, Ryan (* 1985), kanadischer Eishockeyspieler und -trainer
- Oulare, Mariam (* 2002), belgische Sprinterin
- Oularé, Obbi (* 1996), belgischer Fußballspieler
- Ould Bidjel, Sidi Mohamed (* 1982), mauretanischer Leichtathlet
- Ould Bilal, Mohamed (* 1963), mauretanischer Politiker
- Ould Bouchiba, Merzak (* 1975), algerischer Langstrecken- und Hindernisläufer
- Ould Brahim, Mohamed (* 1968), mauretanischer Leichtathlet
- Ould Chebal, Souleymane (* 1986), mauretanischer Leichtathlet
- Ould Cheikh Sidiya, Ismail Ould Bedde (* 1961), mauretanischer Politiker
- Ould Daddah, Ahmed (* 1942), mauretanischer Politiker
- Ould Daddah, Moktar (1924–2003), mauretanischer Politiker, Premierminister und Präsident von Mauretanien
- Ould Habib, Salem (* 1964), mauretanischer Ringer
- Ould H’Meïde, Youba (* 1976), mauretanischer Leichtathlet
- Ould Kablia, Dahou (* 1933), algerischer Politiker
- Ould Khaled, Zinédine (* 2000), französisch-algerischer Fußballspieler
- Ould Khalifa, Mohamed (* 1968), mauretanischer Leichtathlet
- Ould Khayar, Mohamed (* 1967), mauretanischer Leichtathlet
- Ould Ménira, Noureddine (* 1968), mauretanischer Leichtathlet
- Ould Mohamed Mahmoud, Mohamed Lemine (* 1952), mauretanischer Akademiker und Politiker
- Ould Mohamedou, Sid’Ahmed (* 1966), mauretanischer Leichtathlet
- Ould Salek, Mohamed Salem, saharauischer Politiker
- Ould Slahi, Mohamedou (* 1970), mauretanischer Ex-Häftling in GuantanamoMohamedou Ould Slahi (* 1970)

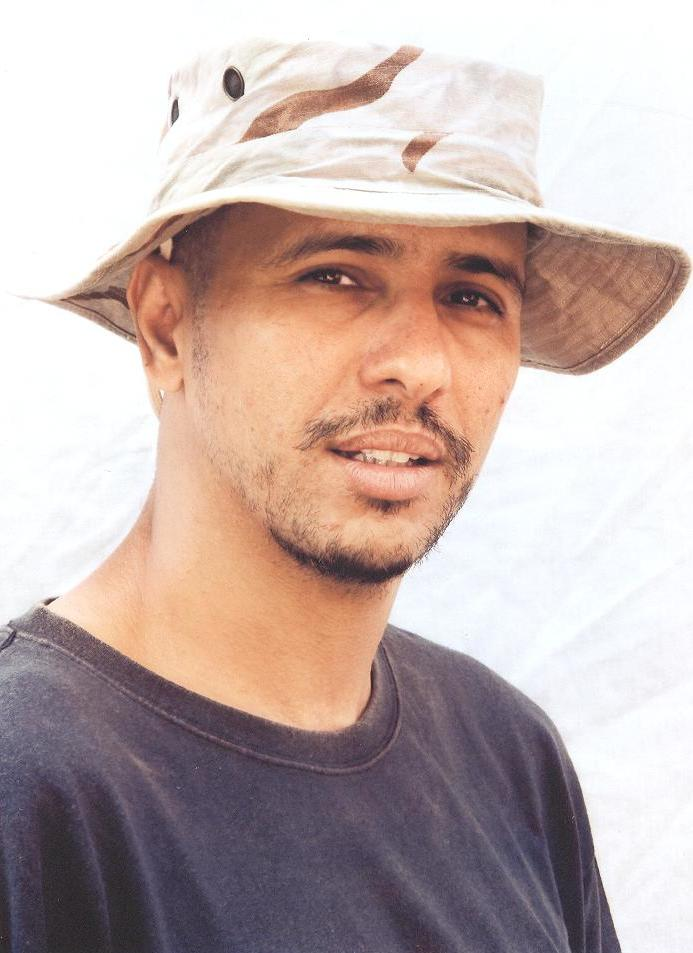
Mohamedou Ould Slahi (* 1970)

- Ould-Abdallah, Ahmedou (* 1940), mauretanischer Diplomat
- Ould-Chikh, Bilal (* 1997), marokkanisch-niederländischer Fußballspieler
- Ould-Chikh, Walid (* 1999), niederländisch-marokkanischer Fußballspieler
- Oulhaj, Souad (* 1974), marokkanische Fußballschiedsrichterassistentin
- Oulida, Tarik (* 1974), niederländischer Fußballspieler
- Oulin I., zweiter Mansa des Mali-Reiches
- Oulman, Alain (1928–1990), portugiesischer Komponist und Verleger
- Oulmont, Charles (1883–1984), französischer Schriftsteller
- Oulton, Thérèse (* 1953), britische Malerin und Grafikerin

### Oum
- Oum Gouet, Samuel (* 1997), kamerunischer Fußballspieler
- Ouma, Kassim (* 1978), ugandesischer Boxer
- Ouma, Timothy (* 2004), kenianischer Fußballspieler
- Oumaiz, Ouassim (* 1999), spanischer Langstreckenläufer
- Oumar, Abdelkader Taleb, Politiker der Demokratischen Arabischen Republik Sahara
- Oumari, Joan (* 1988), deutsch-libanesischer Fußballspieler
- Oumarou, Abdourahamane (* 1974), nigrischer Medienunternehmer und Politiker
- Oumarou, Aboubakar (* 1986), kamerunischer Fußballspieler
- Oumarou, Idé (1937–2002), nigrischer Politiker, Diplomat und Schriftsteller
- Oumarou, Mamane (* 1945), nigrischer Politiker und Diplomat
- Oumarou, Sanda Bouba (* 1958), zentralafrikanischer Basketballspieler
- Oumarou, Seini (* 1950), nigrischer Politiker
- Oumarou, Soumaila, beninischer Fußballspieler
- Oumbadougou, Abdallah ag († 2020), nigrischer Musiker (Gitarre, Gesang)
- Oumiha, Sofiane (* 1994), französischer Boxer im Leichtgewicht
- Oumouri, Hadjira (* 1969), komorische Politikerin

### Oun
- Oun Kham (1811–1895), König des Reiches Luang Phrabang
- Õun, Elmar (1906–1977), estnischer Schriftsteller
- Õun, Voldemar (1893–1986), estnischer Schriftsteller
- Ounahi, Azzedine (* 2000), marokkanischer FußballspielerAzzedine Ounahi (* 2000)

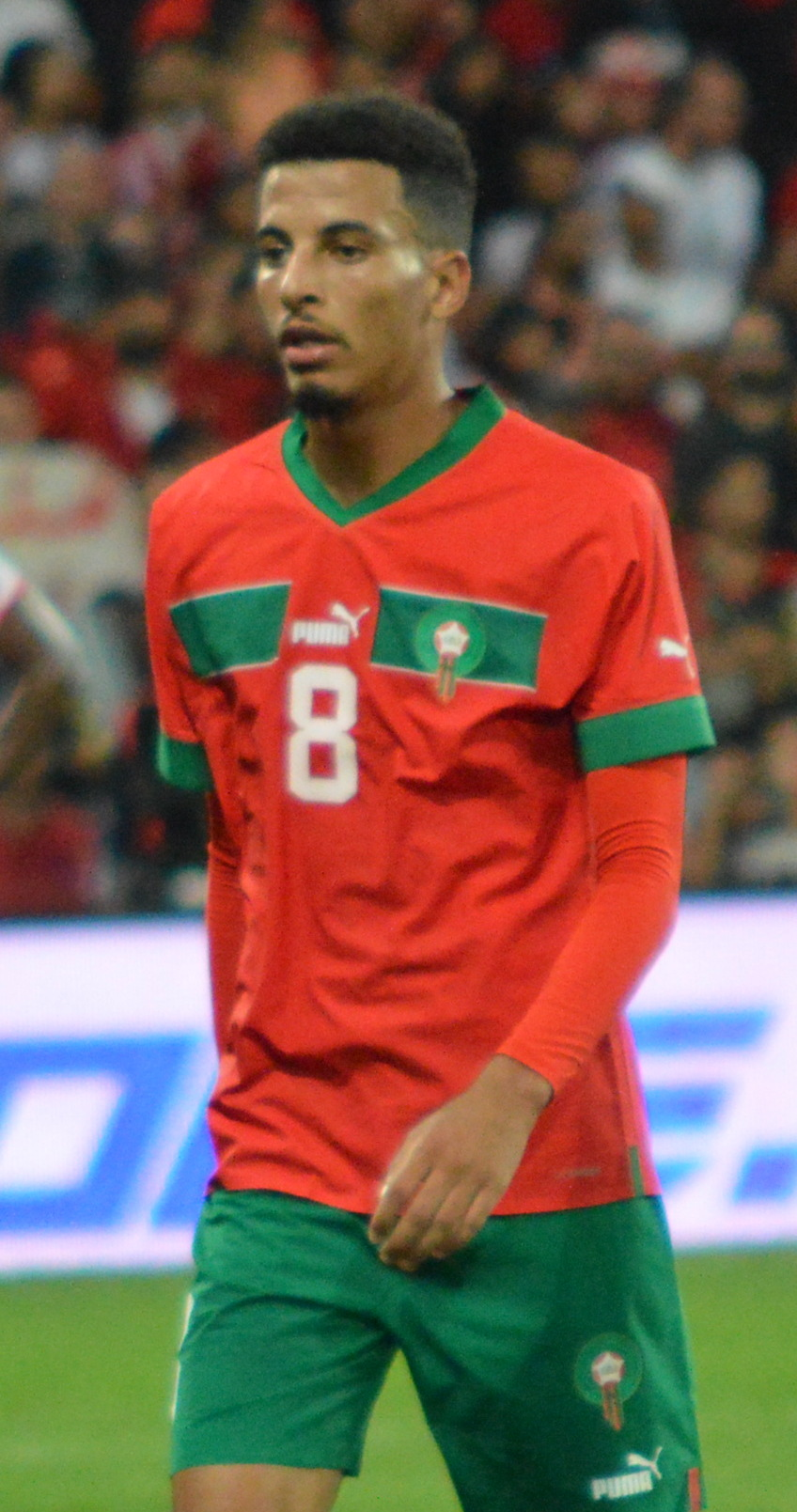
Azzedine Ounahi (* 2000)

- Ounaies, Ahmed (* 1936), tunesischer Diplomat, Politiker
- Õunapuu, Ervin (* 1956), estnischer Schriftsteller
- Õunapuu, Harri (* 1947), estnischer Politiker
- Õunapuu, Jaan (* 1958), estnischer Politiker, Mitglied des Riigikogu
- Õunapuu, Rein (* 1957), katholischer Geistlicher
- Ounas, Adam (* 1996), französisch-algerischer Fußballspieler
- Ounaskari, Markku (* 1967), finnischer Jazz- und Fusionmusiker (Schlagzeug)
- Ounde, Ignatius (* 1980), Schweizer Politiker (Grünliberale Partei)
- Oundjian, Haig (* 1949), britischer Eiskunstläufer
- Ounis, Charif (* 1991), deutscher SchauspielerCharif Ounis (* 1991)

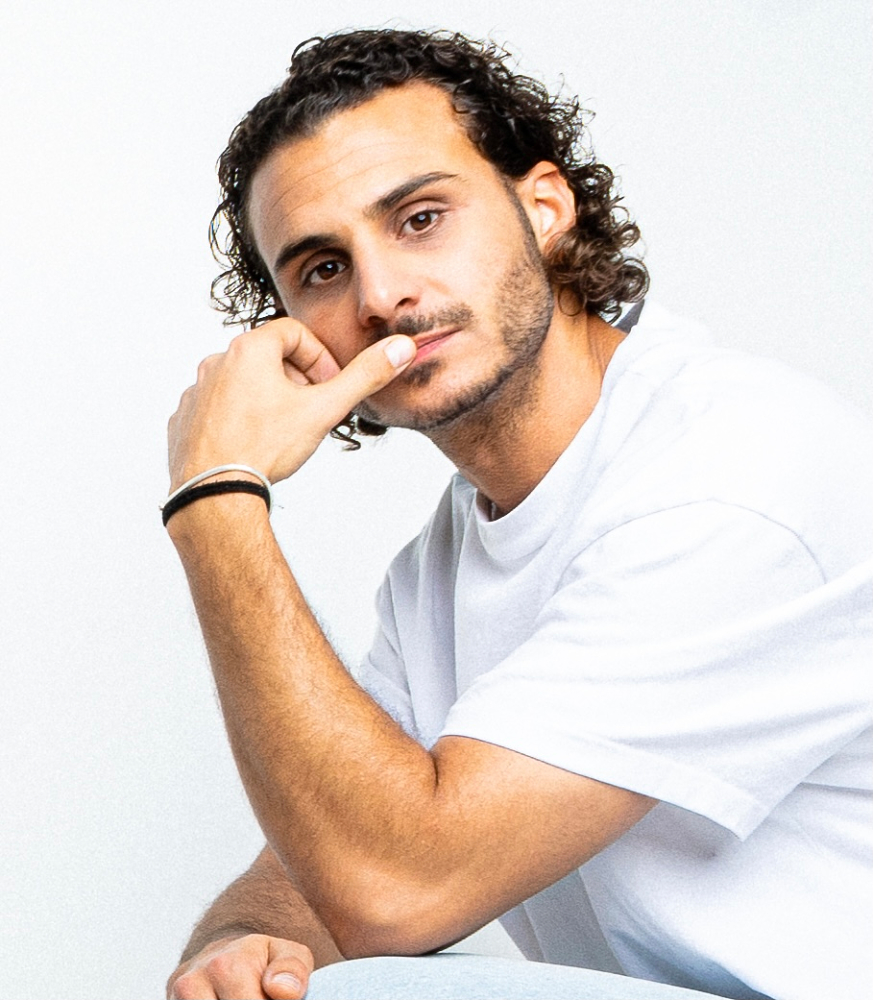
Charif Ounis (* 1991)

- Ounis, Mokdad (* 1983), deutscher Taekwondoin
- Ounmuang, Salakthip (* 2005), thailändische Tennisspielerin
- Õunpuu, Kethy (* 1987), estnische Fußballspielerin
- Õunpuu, Veiko (* 1972), estnischer Filmregisseur

### Ouo
- Ouoba, Chantal (* 1975), burkinische Dreispringerin
- Ouologuem, Yambo (1940–2017), malischer Schriftsteller

### Our
- Ōura, Kanetake (1850–1918), japanischer Politiker
- Ōura, Nobuyuki (* 1949), japanischer Künstler, Filmregisseur (vorwiegend Dokumentarfilme) und Aktivist
- Ourahmane, Lydia (* 1992), algerische bildende Künstlerin
- Ourahmoune, Sarah (* 1982), französische Boxerin
- Ouramdane, Rachid (* 1971), französischer Choreograf und Tänzer
- Ouray (1833–1880), Häuptling der Uncompahgre-Indianer aus dem Volk der Ute
- Ouré, Patrice (* 1952), ivorischer Sprinter
- Ourednik, André (* 1978), Schweizer Schriftsteller und Geograph
- Ourednik, Jitka (* 1955), tschechische Naturwissenschaftlerin
- Ouředník, Patrik (* 1957), tschechischer Autor und Übersetzer
- Ourednik, Vaclav (* 1960), Schweizer Neurowissenschaftler
- Ouren, Borghild (* 1977), norwegische Biathletin
- Ourghi, Abdel-Hakim (* 1968), deutsch-algerischer IslamwissenschaftlerAbdel-Hakim Ourghi (* 1968)

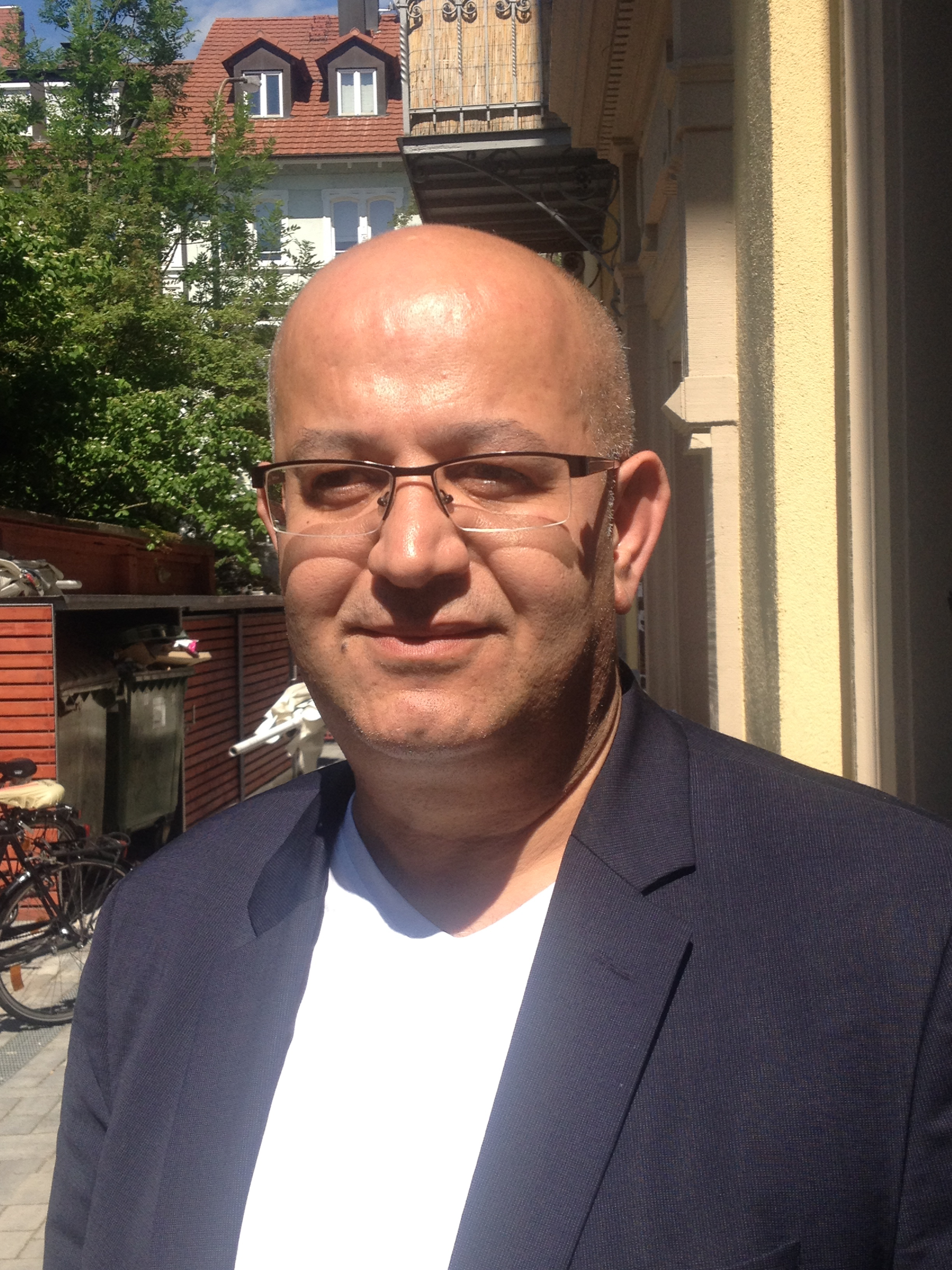
Abdel-Hakim Ourghi (* 1968)

- Ourghi, Mariella (1972–2015), Islamwissenschaftlerin und Autorin
- Ouriou, Albert (1887–1955), französischer Autorennfahrer und Konstrukteur
- Ourisman, Mary M. (* 1946), US-amerikanische Diplomatin
- Ourisson, Guy (1926–2006), französischer Chemiker
- Ourliac, Édouard (1813–1848), französischer Schriftsteller
- Ouro Preto, Carlos Celso de (1891–1953), brasilianischer Diplomat und Journalist
- Ouro Preto, Carlos Sylvestre de (1916–1985), brasilianischer Diplomat
- Ouro-Akpo, Nassirou (* 1982), togoischer Fußballspieler
- Ouro-Preto, Affonso Celso de (* 1938), brasilianischer Diplomat
- Ouro-Tagba, Mansour (* 2004), togoisch-amerikanischer Fußballspieler
- Oursel, Luc (1959–2014), französischer Manager
- Ourselin, Paul (* 1994), französischer Radrennfahrer
- Oursler, Fulton (1893–1952), US-amerikanischer Journalist, Schriftsteller, Zauberkünstler und Bauchredner
- Oursler, Tony (* 1957), US-amerikanischer Videokünstler
- Oury, Bah (* 1958), guineischer Ökonom und Politiker
- Oury, Frédéric-Henri (1842–1921), französischer Bischof
- Oury, Gérard (1919–2006), französischer Filmregisseur und DrehbuchautorGérard Oury (1919–2006)

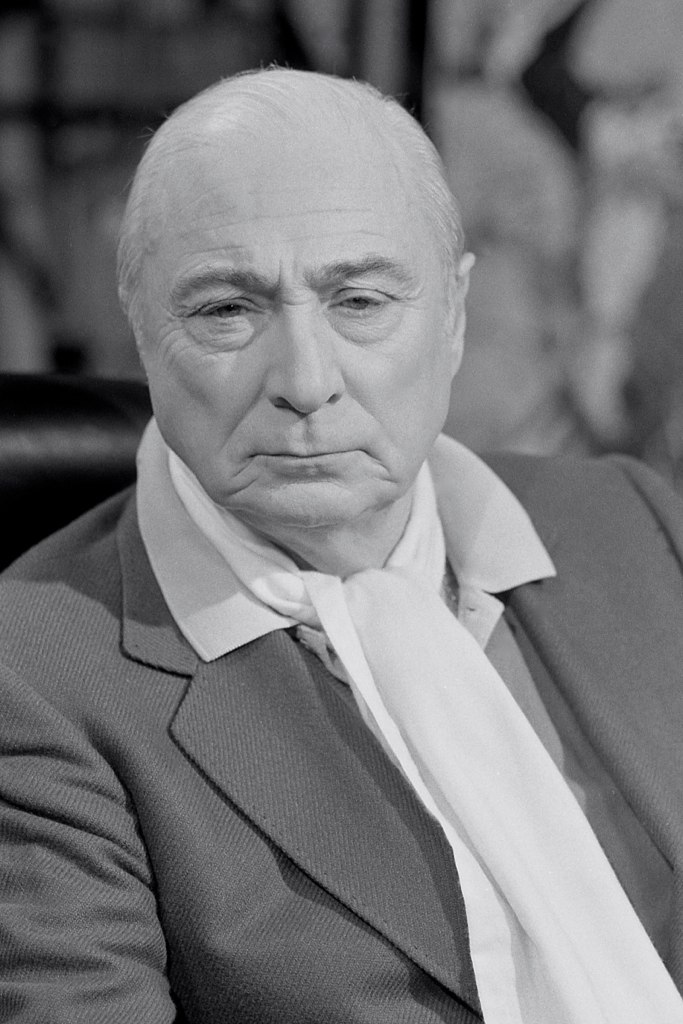
Gérard Oury (1919–2006)

- Oury, Granville Henderson (1825–1891), US-amerikanischer Politiker
- Oury, Jean (1924–2014), französischer Psychiater und Autor

### Ous
- Ous, Amalie Håkonsen (* 1996), norwegische Skilangläuferin
- Ousanas, König von Axum
- Ousas, König von Axum
- Ousatchi, Mark (1921–2010), sowjetischer Schachspieler
- Ouschan, Albin (* 1990), österreichischer Poolbillardspieler
- Ouschan, Albin senior (1960–2018), österreichischer Poolbillardspieler
- Ouschan, Dominik (* 1984), österreichischer Fußballschiedsrichter
- Ouschan, Jasmin (* 1986), österreichische PoolbillardspielerinJasmin Ouschan (* 1986)

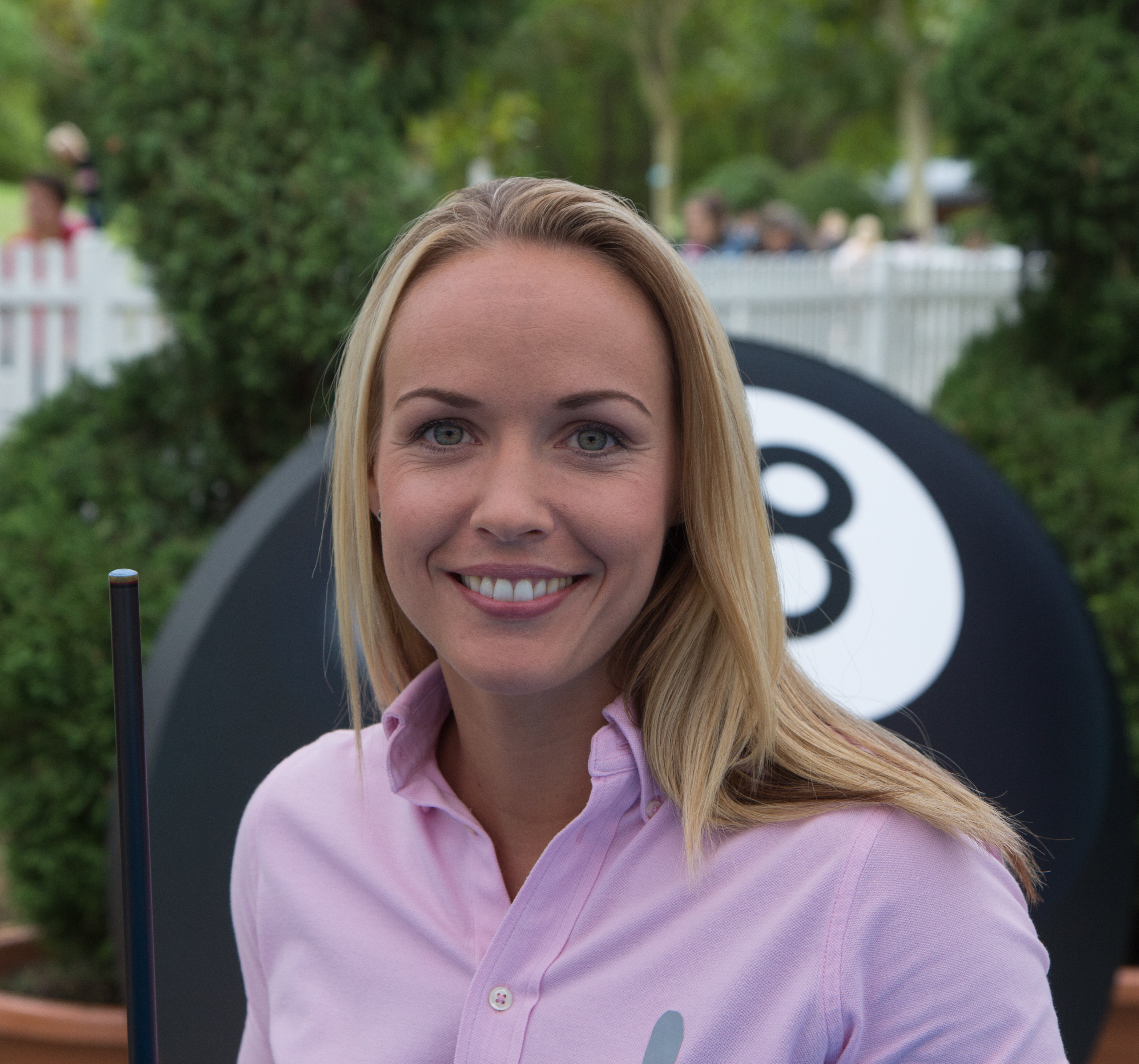
Jasmin Ouschan (* 1986)

- Ousdal, Mads (* 1970), norwegischer Schauspieler
- Ousdal, Sverre Anker (* 1944), norwegischer Schauspieler
- Ouseb, Mohammed (* 1974), namibischer Fußballspieler
- Ouseley, Frederick (1825–1889), englischer Musikgelehrter, Organist (Kirchenmusiker) und Komponist
- Ouseley, Gore (1770–1844), britischer Unternehmer, Sprachwissenschaftler und Diplomat
- Ouseley, Herman, Baron Ouseley (1945–2024), britischer Politiker und Life Peer
- Ouseph, Rajiv (* 1986), englischer Badmintonspieler
- Ousland, Børge (* 1962), norwegischer Abenteurer
- Ousley, Harold (1929–2015), US-amerikanischer Jazzmusiker
- Ousley, Ian (* 2002), kanadischer SchauspielerIan Ousley (* 2002)

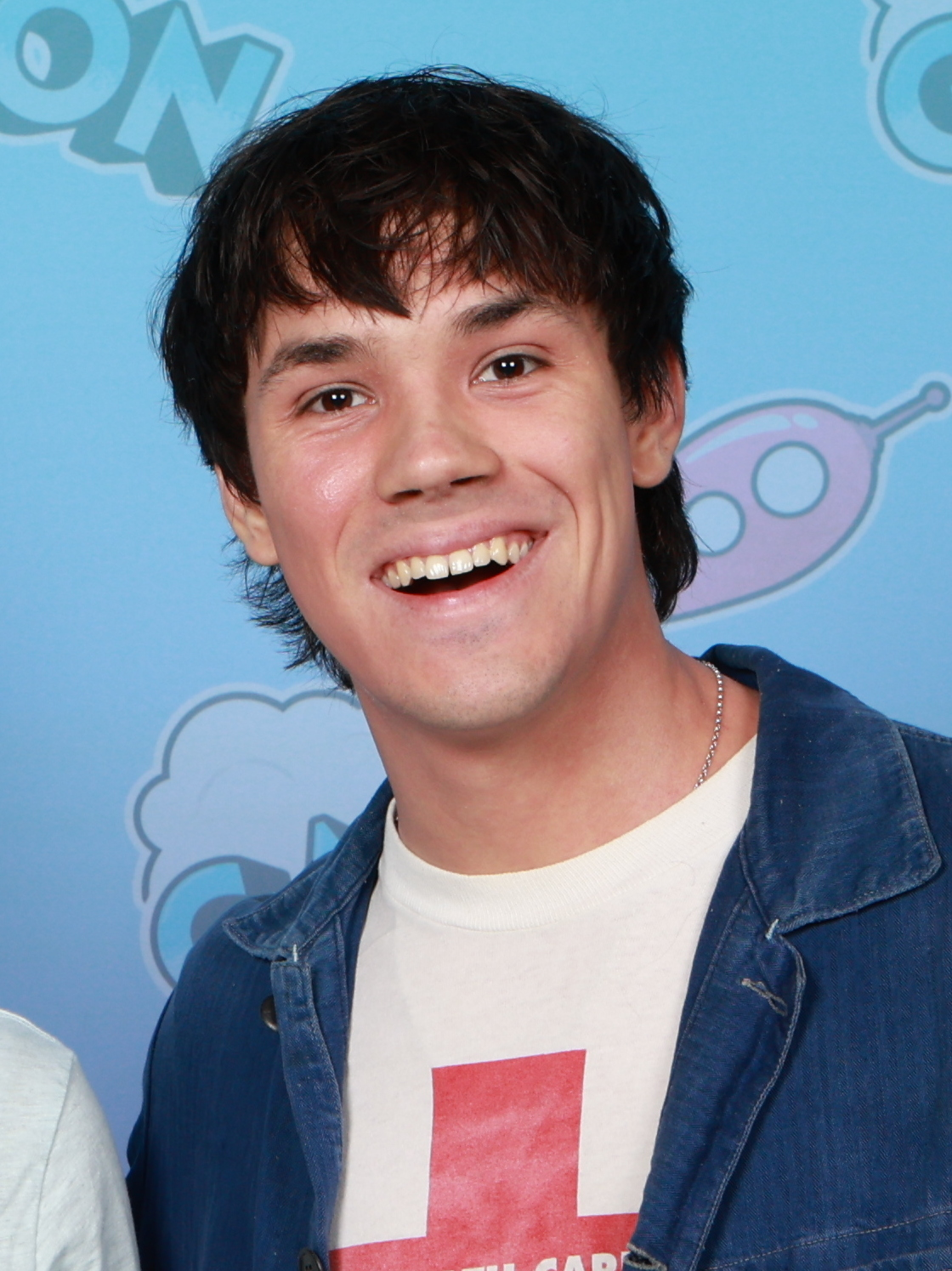
Ian Ousley (* 2002)

- Ousman Bassarou, Diallo (1906–1992), nigrischer Beamter und Politiker
- Ousmane, Abdoulaye Boukari (* 1992), nigrischer Fußballspieler
- Ousmane, Amadou (1948–2018), nigrischer Journalist und Schriftsteller
- Ousmane, Mahamane (* 1950), nigrischer Präsident (1993–1996)
- Ouspenskaya, Maria (1876–1949), US-amerikanische Bühnen- und Filmschauspielerin und Schauspiellehrerin russischer Abstammung
- Ouspensky, P. D. (1878–1947), russischer Esoteriker und Schriftsteller, Gurdjieff-Schüler
- Oussalé, Hervé (* 1988), burkinischer Fußballspieler
- Ousseini, Djibo Idrissa (* 1998), nigrischer Leichtathlet
- Ousséïni, Inoussa (1949–2021), nigrischer Filmregisseur, Politiker und Diplomat
- Ousseini, Mamadou (* 1953), nigrischer General und Verteidigungsminister
- Oussou, Sidoine (* 1992), beninischer Fußballspieler
- Oustad, Mathilde (* 2004), norwegische Nordische Kombiniererin und Skispringerin
- Oustalet, Émile (1844–1905), französischer Zoologe
- Ousterhout, John (* 1954), US-amerikanischer Informatiker
- Oustiakine, Serge (1961–2013), französischer Bassist und Sänger

### Out
- Out, Marco (* 1970), niederländischer Politiker (parteilos) und Bürgermeister von Assen
- Outalbali, Sami (* 1999), französischer Filmschauspieler
- Outalha, Mouhcine (* 1998), marokkanischer Langstreckenläufer
- Outcalt, Alfred Chippy, US-amerikanischer Jazzmusiker
- Outcault, Richard Felton (1863–1928), US-amerikanischer Comiczeichner, Autor und Maler
- Outen, Savannah (* 1992), US-amerikanische Sängerin
- Outerbridge, Mary (1852–1886), US-amerikanische Tennispionierin
- Outerbridge, Peter (* 1966), kanadischer SchauspielerPeter Outerbridge (* 1966)

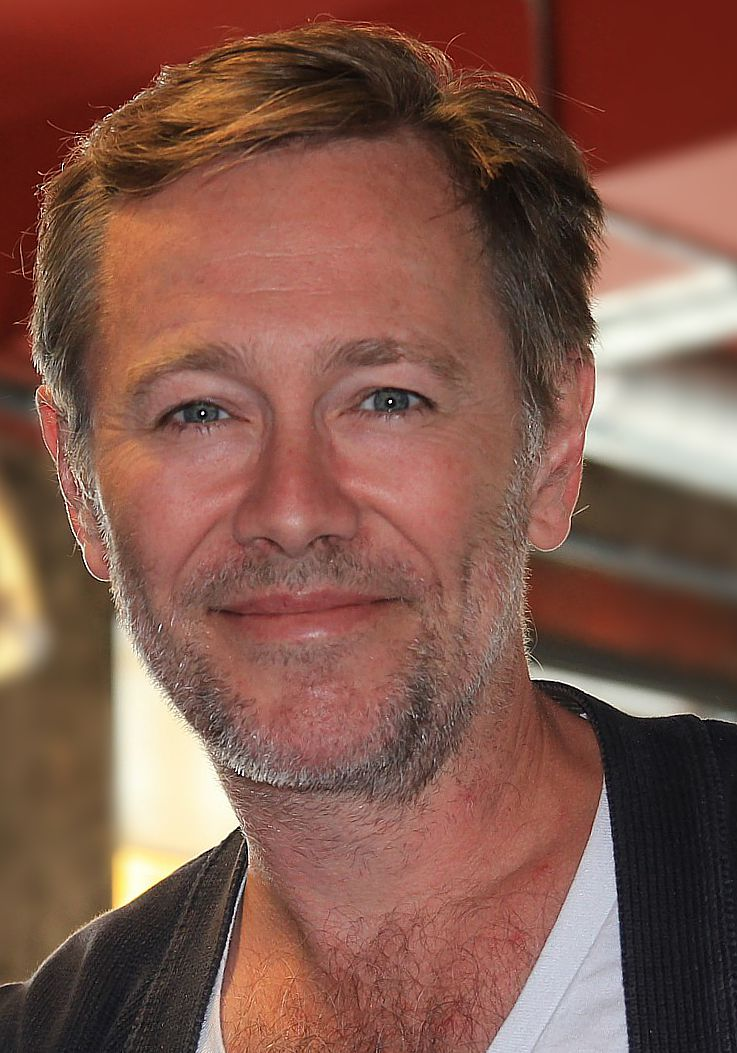
Peter Outerbridge (* 1966)

- Outes, Norberto (* 1953), argentinischer Fußballspieler
- Outhay Thepmany, Jean-Baptiste (1935–1998), laotischer Ordensgeistlicher und römisch-katholischer Bischof von Savannakhet
- Outhier, Louis (1930–2021), französischer Koch
- Outhine Bounyavong (1942–2000), laotischer Schriftsteller
- Outhoorn, Cornelisz van († 1708), niederländischer Kaufmann, dreifacher Leiter von Dejima, der japanischen Niederlassung der Niederländischen Ostindien-Kompanie
- Outhwaite, Joseph H. (1841–1907), US-amerikanischer Politiker
- Outinen, Kati (* 1961), finnische Schauspielerin
- Outland, George E. (1906–1981), US-amerikanischer Politiker
- Outlaw, Bo (* 1971), US-amerikanischer Basketballspieler
- Outlaw, Darius (* 1981), US-amerikanischer American-Football-Spieler
- Outlaw, David (1806–1868), US-amerikanischer Politiker
- Outlaw, George († 1825), US-amerikanischer Politiker
- Outlaw, Travis (* 1984), US-amerikanischer Basketballspieler
- Outmezgine, Dudu (* 1971), israelischer KonditorDudu Outmezgine (* 1971)

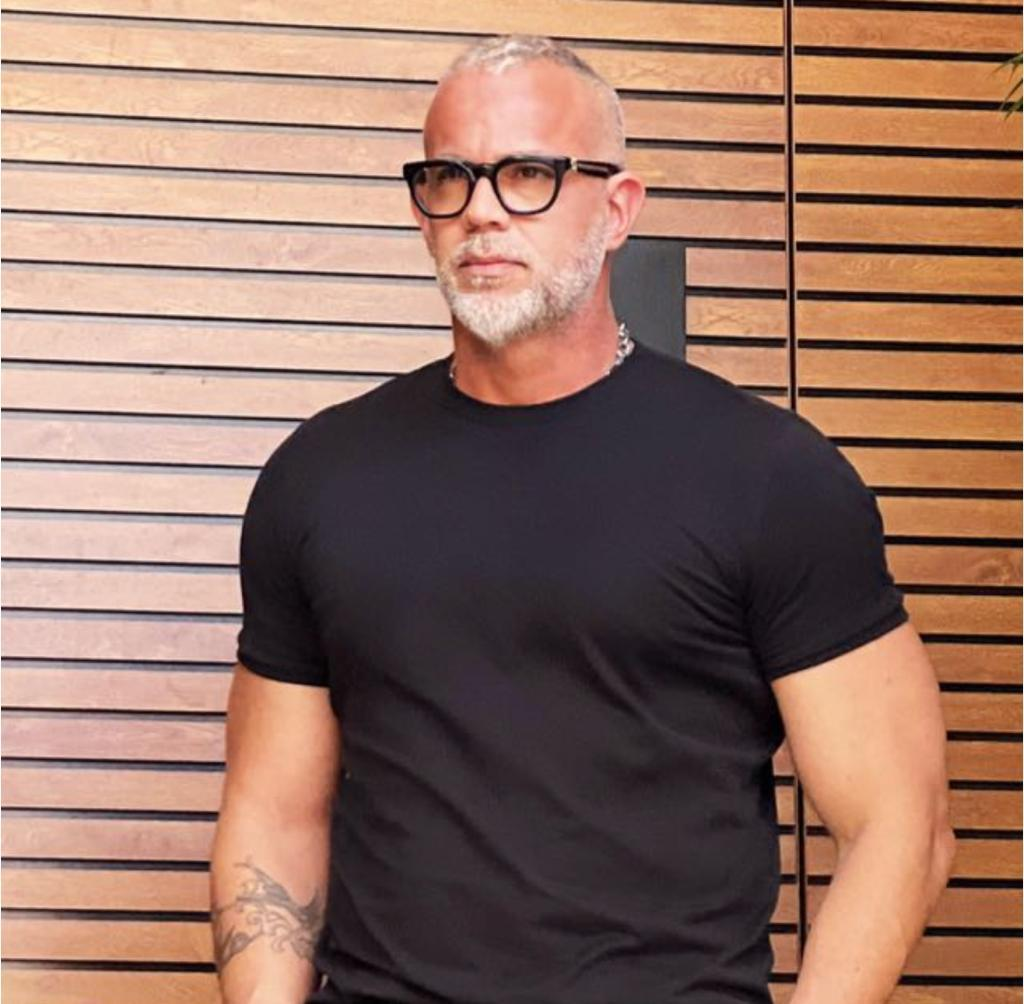
Dudu Outmezgine (* 1971)

- Outolny, Ernst (1934–2019), österreichischer Politiker (SPÖ)
- Outram, Benjamin (1764–1805), englischer Bauingenieur, Vermesser, Geschäftsmann und Industrieller
- Outram, James (1803–1863), britischer General
- Outrata, Eduard (1898–1958), tschechoslowakischer Ökonom, Finanzminister und Politiker
- Outratová, Emma (1914–2000), tschechoslowakische Tennisspielerin
- Outrein, Johannes d’ (1662–1722), niederländischer Prediger, Schriftsteller und Verfasser evangelischer theologischer Werke
- Outteridge, Nathan (* 1986), australischer Segler
- Outterside, Richard (* 1962), englischer Badmintonspieler
- Outtrim, Eliza (* 1985), US-amerikanische Freestyle-Skisportlerin
- Outzen, Michael (* 1982), dänischer Automobilrennfahrer
- Outzen, Nikolaus (1752–1826), Geschichtsschreiber, Prediger und friesischer Sprachforscher

### Ouv
- Ouville, Antoine Le Métel d’ (1590–1656), französischer Dramatiker
- Ouvrard, Gabriel-Julien (1770–1846), französischer Großkaufmann
- Ouvrier, Ludwig Benjamin (1735–1792), deutscher evangelisch Theologe
- Ouvrier, Wilhelm Georg Ludwig (1791–1854), Landrat und Regierungsbezirksdirigent

### Ouw
- Ouwater, Aelbert van, niederländischer Maler
- Ouwehand, Esther (* 1976), niederländische Tierschützerin und Politikerin
- Ouwehand, Ruud (* 1958), niederländischer Jazzmusiker (Bass)
- Ouwejan, Thomas (* 1996), niederländischer Fußballspieler
- Ouweneel, Willem J. (* 1944), niederländischer Theologe, Philosoph, Biologe und Hochschullehrer
- Ouwens, Eddy (* 1946), niederländischer Musiker
- Ouwens, Kees (1944–2004), niederländischer Lyriker und Romanautor
- Ouwens, Pieter (1849–1922), niederländischer Armeeoffizier und Zoologe
- Ouwerx, John (1903–1983), belgischer Jazzpianist

### Ouy
- Ouyahia, Ahmed (* 1952), algerischer Politiker
- Ouyang Nana (* 2000), taiwanische Musikerin und Schauspielerin
- Ouyang Xiu (1007–1072), chinesischer Staatsmann, Historiker, Essayist und Dichter der Song-Dynastie
- Ouyang, Bowen (* 1992), chinesischer Tennisspieler
- Ouyang, Shan (1908–2000), chinesischer Schriftsteller
- Ouyang, Ziyuan (* 1935), chinesischer Geochemiker, einer der Väter des Mondprogramms der Volksrepublik China

### Ouz
- Ouzas, Michael (* 1985), kanadischer Eishockeytorwart
- Ouzký, Miroslav (* 1958), tschechischer Politiker, MdEP
- Ouzouni, Kalliopi (* 1973), griechische Kugelstoßerin
- Ouzounian, George (* 1978), US-amerikanischer Komiker, Schriftsteller und Programmierer armenischer Abstammung
- Ouzraoui, Sakina (* 2001), belgisch-marokkanische Fußballspielerin
- Ouzzine, Mohamed (* 1969), marokkanischer Politiker